# Juliet Landau
Juliet Rose Landau (Los Angeles, 30 maart 1965) is een Amerikaans film-, televisie- en theateractrice. Ze werd in 2001 genomineerd voor een Saturn Award voor haar rol als Drusilla in de televisieserie Angel, een spin-off van Buffy the Vampire Slayer, waarin ze eerder hetzelfde personage speelde.
Landau is de dochter van acteur Martin Landau en actrice Barbara Bain. Haar filmloopbaan bestaat vooral uit rollen in independants ('indy's'). Op televisie brak ze door als Drusilla in het tweede seizoen van Buffy the Vampire Slayer, een totaal doorgedraaide vampier die in haar jeugd als gewoon menselijk meisje tot krankzinnigheid werd gedreven door Angelus en vervolgens tot vampier is gemaakt. Toen Drusilla's 'vader' een eigen spin-off kreeg genaamd Angel, verhuisden Landau en haar personage daar mee naartoe. In de nieuwe serie mocht de actrice haar personage spelen zoals die in haar geestelijk nog gezonde periode was.
Naast vaste personages, speelde Landau gastrollen in series als Millennium, La Femme Nikita en Strong Medicine.

## Filmografie
*Exclusief televisiefilms
- Justice League: Throne of Atlantis (2015) - stemrol
- Where the Road Runs Out (2014)
- Dark Hearts (2014)
- Justice League: Doom (2012) - stemrol
- InSight (2011)
- Green Lantern: First Flight (2009) - stemrol
- Haunted Echoes (2008)
- Hack! (2007)
- Going Shopping (2005)
- Fatal Reunion (2005)
- Toolbox Murders (2003)
- Freedom Park (2001)
- Carlo's Wake (1999)
- Ravager (1997)
- Life Among the Cannibals (1996)
- Theodore Rex (1995)
- Ed Wood (1994)
- Direct Hit (1994)
- Neon City (1991)
- The Grifters (1990)

### Televisieseries
*Exclusief eenmalige gastrollen
- Buffy the Vampire Slayer - Drusilla / First Evil (1997-2003, zeventien afleveringen)
- Angel - Drusilla (2000-2004, zeven afleveringen)
- Justice League - Tala (stem - 2005-2006, zeven afleveringen)
- Ben 10: Alien Force - Helen (stem - 2008, drie afleveringen)

## Strips
- Angel: Drusilla (2009) (met Brian Lynch) - opgenomen in collectie Last Angel in Hell (2010)
- Drusilla: Run and Catch (2012) (niet uitgegeven)